# Lubow Szewcowa
Lubow Grigorjewna Szewcowa (ros. Любовь Григорьевна Шевцова; ur. 8 września 1924 w miejscowości Izwarino (obecnie osiedle typu miejskiego w obwodzie ługańskim), zm. 9 lutego 1943 w Roweńkach) – radziecka radiotelegrafistka, członkini podziemnej organizacji komsomolskiej „Młoda Gwardia” działającej w okupowanym Krasnodonie. Uhonorowana w 1943 pośmiertnie tytułem Bohatera Związku Radzieckiego.

## Życiorys
Pochodziła z rosyjskiej rodziny robotniczej. Skończyła 7 klas szkoły w Krasnodonie.
W lutym 1942 wstąpiła do Komsomołu, a lipcu ukończyła kursy radiotelegrafistek. Została skierowana do działalności ruchu oporu w Woroszyłowgradzie (Ługańsk) i w sierpniu 1942 wstąpiła do formacji „Młoda Gwardzia”. Została członkiem sztabu „Młodej Gwardii”. Roznosiła ulotki organizacji, organizowała ucieczki jeńców z obozów i przerzucanie ich przez linię frontu, przekazywała wiadomości do sztabu ruchu partyzanckiego.
8 stycznia 1943 została aresztowana przez Niemców w Woroszyłowgradzie, a po okrutnych torturach zamordowana w lesie przy miejscowości Roweńky.
Decyzją Prezydoum Rady Najwyższej ZSRR z 13 września 1943 pośmiertnie otrzymała tytuł Bohatera Związku Radzieckiego i Order Lenina.